# ملفين أولسون
ملفين أولسون هو شخصية أعمال وفلاح وسياسي أمريكي، ولد في 18 مايو 1887، وتوفي في 18 يوليو 1962. نشط حزبياً في الحزب الجمهوري. وقد انتخب عضو مجلس ولاية ويسكونسن ‏.